# Parkhead
Parkhead är en udde i Storbritannien.   Den ligger i riksdelen Skottland, i den centrala delen av landet, 500 km nordväst om huvudstaden London.
Terrängen inåt land är platt. Runt Parkhead är det tätbefolkat, med 297 invånare per kvadratkilometer. Närmaste större samhälle är Glasgow, 4,9 km väster om Parkhead. Trakten runt Parkhead består i huvudsak av gräsmarker.